# Historia Żydów w Berdyczowie
Historia Żydów w Berdyczowie – Żydzi w Berdyczowie pojawili się w XVI wieku, mieszkają w mieście do dzisiaj.

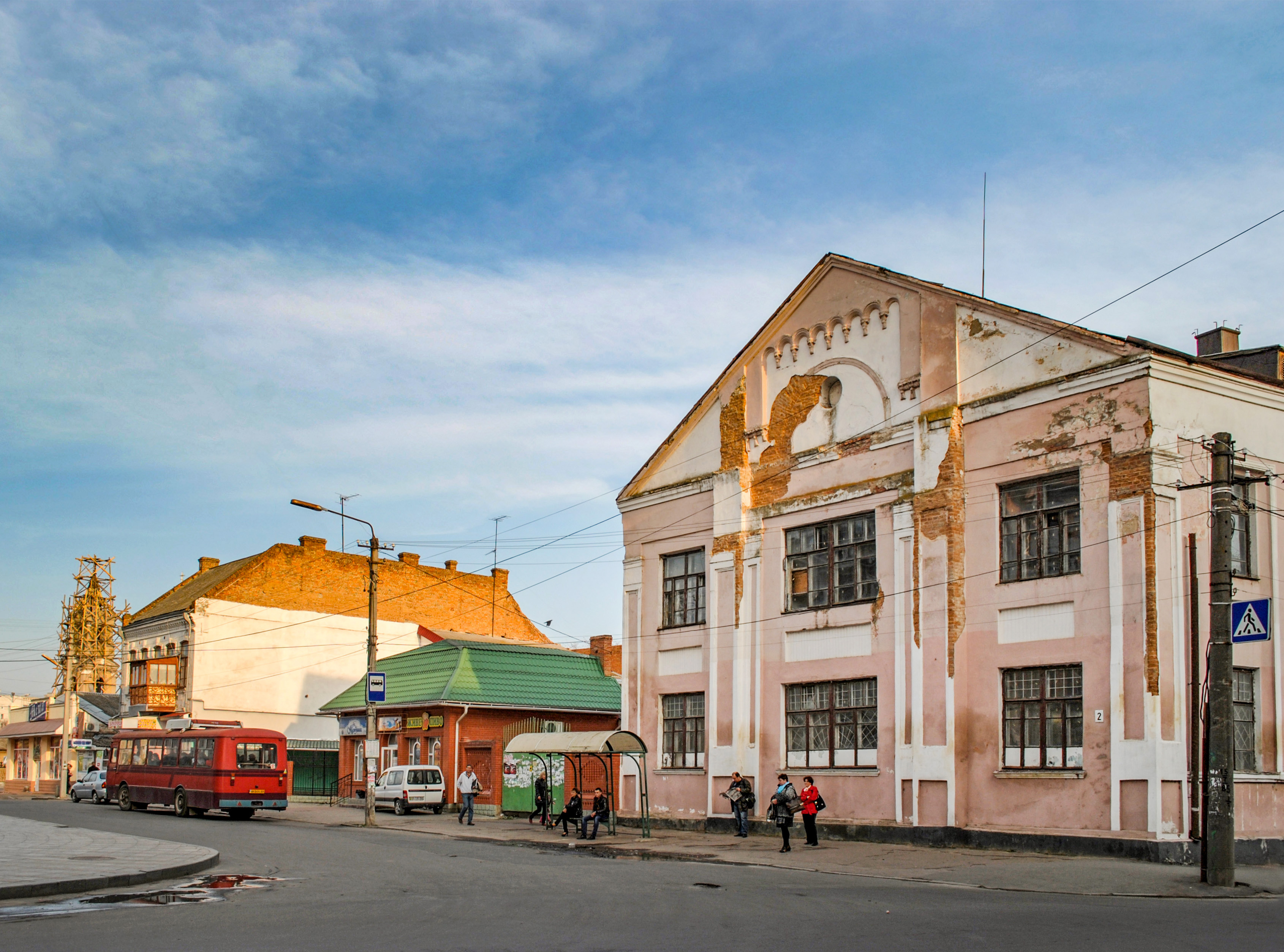
Synagoga Chóralna

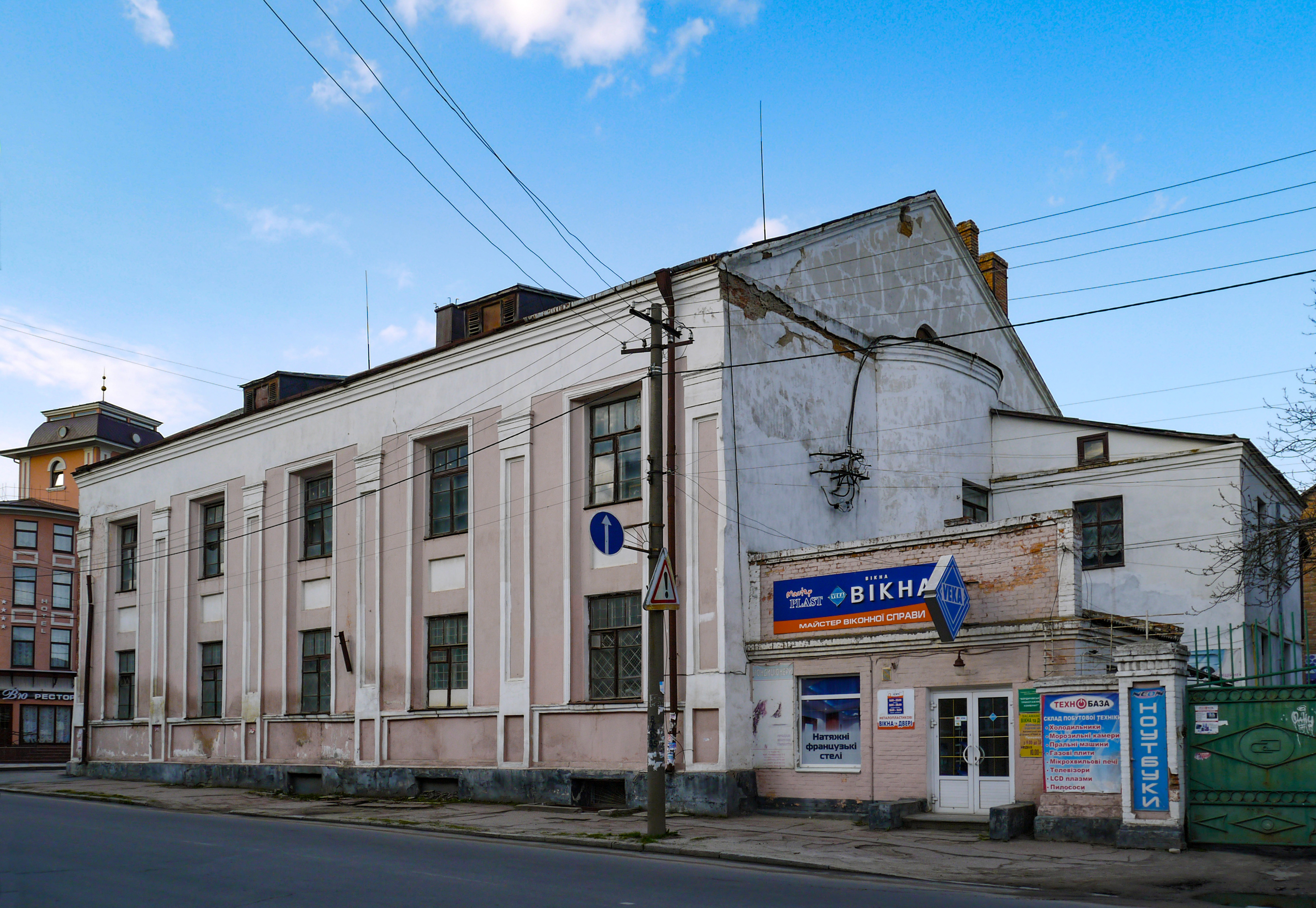
Synagoga Chóralna

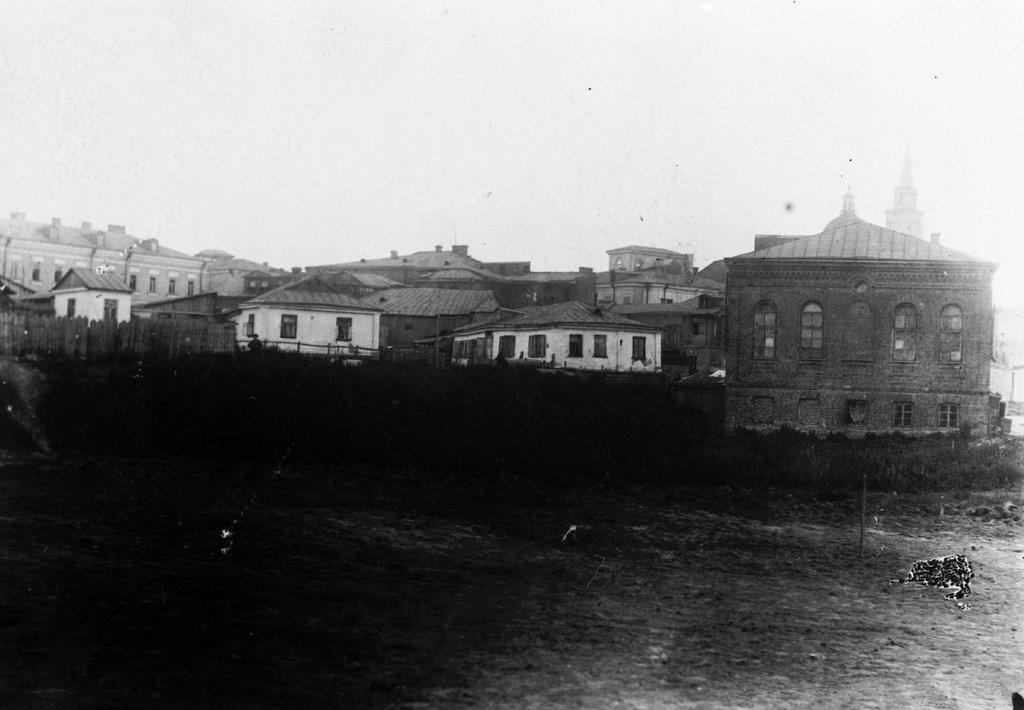
Synagoga

## Pojawienie się Żydów w mieście
Z 1593 roku pochodzi informacja o pierwszym Żydzie osiadłym w Berdyczowie. Był to dzierżawca młyna, uzyskał on również prawo pobierania myta od towarów przewożonych groblą do miasta. Po przejęciu Berdyczowa przez Radziwiłłów, rozpoczął się rozwój miasta. Również społeczność żydowska zaczęła się w tym czasie tworzyć i powiększać. Żydów przyciągał status miasta targowego. Od Radziwiłłów otrzymywali intratne dzierżawy, uzyskali prawo wytwarzania alkoholu oraz możliwość handlu i prowadzenia warsztatów rzemieślniczych. W 1732 roki żydowski cech krawiecki uzyskał autonomię od kahału, a nawet prawo prowadzenia własnych spotkań modlitewnych w utworzonej dobudówce do synagogi.
Dynamiczny rozwój miasta i społeczności żydowskiej spowodował rozkwit życia religijnego i kulturalnego Żydów. Miasto w połowie XVIII wieku znane było jako „Jerozolima Wołynia”. Funkcję rabina sprawowali tu wybitni teologowie, Jekutiel Zalman ben Simcha Bunim (zm. 1760), Mosze Abraham ben Jechiel Michl (zm. 1761), Mosze ben Szmuel (zm. 1791) oraz Josef Halperin, znany też jako Harif, który był przewodniczącym sądu rabinackiego (zm. 1784). Miasto stało się jednym z najważniejszych ośrodków chasydzkich. Wśród przywódców tego ruchu wymienić należy Aleksandra zwanego „Szochet” (zm. przed 1773), uczeń Baal Szem Towa i teść Dow Bera z Ilińców. W 1785 roku w Berdyczowie zamieszkał cadyk Lewi Icchak ben Meir (1740–1809), który odegrał kluczową rolę w przekształceniu miasta w potężny ośrodek chasydyzmu.
W 1765 roku mieszkało tutaj 1220 Żydów.

## Pod zaborami
Berdyczów w 1793 roku w wyniku II rozbioru Polski został włączony do Rosji, od 1846 roku był siedzibą ujezdu berdyczowskiego. W 1798 roku w Berdyczowie utworzono żydowską typografię, z czasem jedną z największych w Cesarstwie Rosyjskim. W 1802 roku odbył się zjazd przywódców chasydzkich, którzy spotkali się w celu omówienia sposobów przeciwdziałania restrykcjom władz wobec Żydów. Zlokalizowanie zjazdu świadczyło o znaczeniu zarówno miasta jako ośrodka żydowskiego w regionie, jak i roli chasydyzmu. W okresie 1802–1817 istniało kółko maskilów, zorganizowane przez Tuwję Federa i rabina Jehoszuę Reszla z Chełma. Z czasem Berdyczów stał się jednym z większych ośrodków handlu na ziemiach dawnej Rzeczypospolitej, Żydzi skupiali w swych rękach większość prowadzonych w mieście interesów. Miasto było w związku z tym, atrakcyjnym miejscem dla nowego żydowskiego osadnictwa i ich liczba stale rosła. W 1787 roku było ich 1514, posiadali 360 domów. W 1789 roku na 2460 mieszkańców 1951 było Żydami. Ale już w pierwszej połowie XIX wieku było tu 25000 Żydów. 3000 spośród nich było kupcami, a 4000 rzemieślnikami: krawcami, kamieniarzami, zdunami, stolarzami, jubilerami, kowalami itd. W 1861 roku żydowska społeczność wzrosła w Berdyczowie do 46 683 osób. Była to wówczas druga pod względem liczebności żydowska wspólnota w Rosji.
W latach 20. XIX wieku powstało w Berdyczowie Towarzystwo Zwolenników Haskali. Działali w nim Icchak Ber Lewizon i Izrael Rottenberg. Towarzystwo posiadało szkołę i bibliotekę. W 1856 roku otwarta została szkoła dla dziewcząt, następnie dwie państwowe szkoły żydowskie. Postępowi Żydzi wybudowali Synagogę Chóralną – jedną z pierwszych w carskiej Rosji. W 1890 roku Żydzi ortodoksyjni i chasydzi otworzyli Synagogę Pogrzebową.

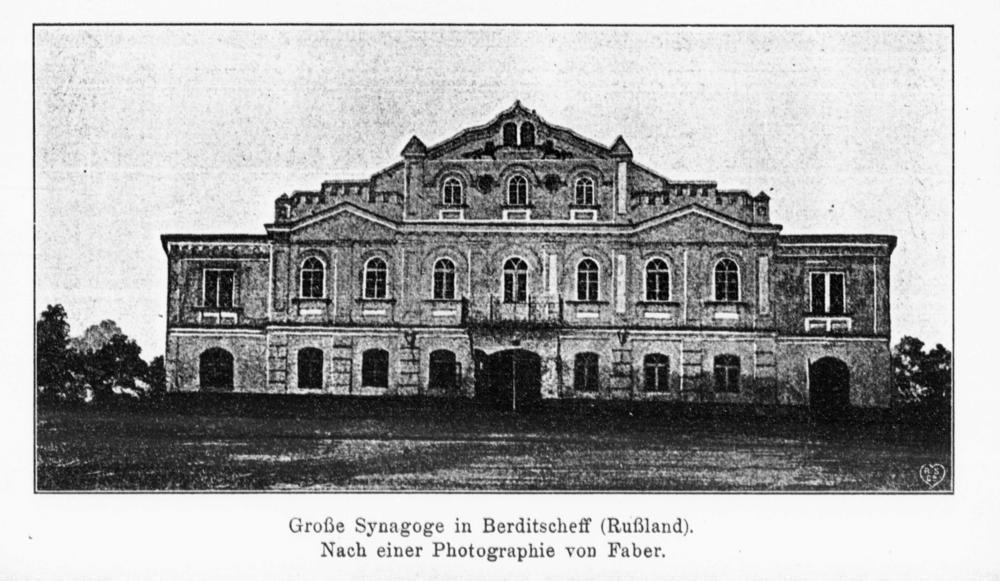
Synagoga Pogrzebowa

Represje carskie skierowane przeciwko polskiej szlachcie po upadku powstania styczniowego zaszkodziły w znacznej mierze również Żydom. Współpracowali oni ściśle z okolicznymi majątkami, czy jako zarządzający czy odpowiedzialni za zbyt dóbr wytwarzanych przez majątki. Firmy prowadzone przez Żydów, zaczęły się przenosić do Kijowa i Odessy. W 1882 roku wszedł w życie ukaz carski zakazujący Żydom osiedlać się na wsi. Również to spowodowało zahamowanie rozwoju miasta, jak i społeczności żydowskiej.

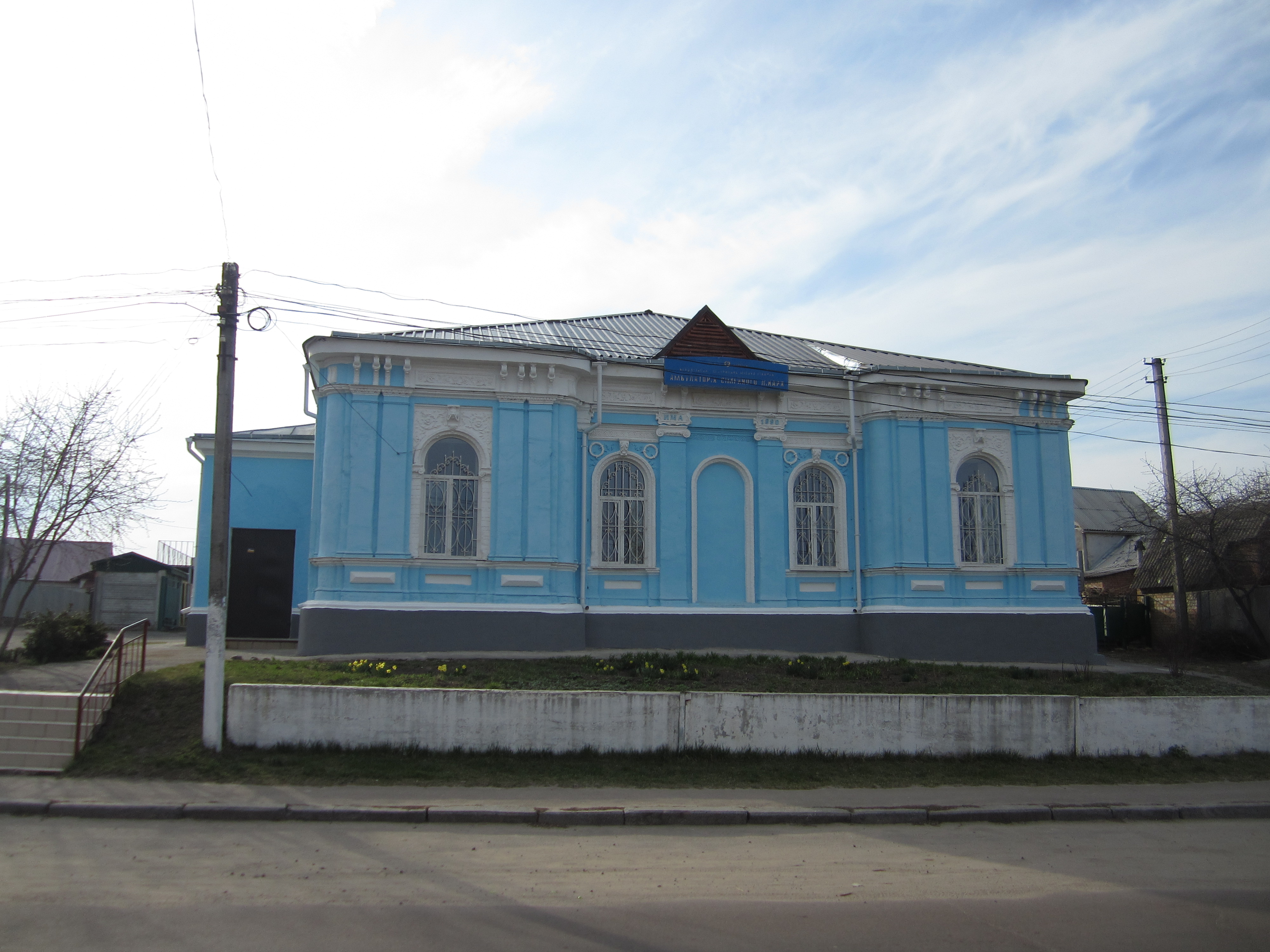
Synagoga Pogrzebowa

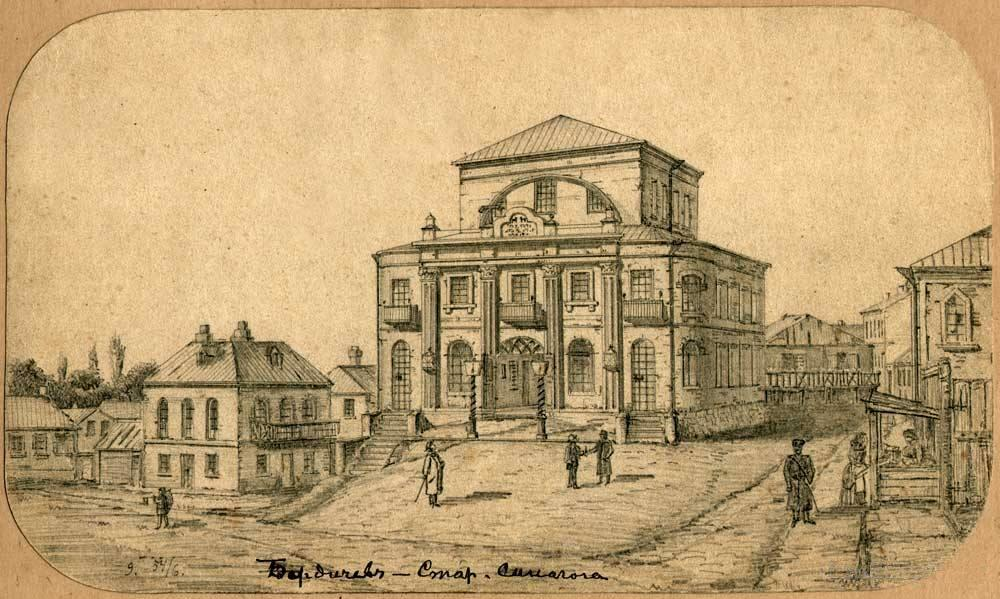
Stara Synagoga

Na przełomie XIX i XX wieku w mieście było 41 617 Żydów, co stanowiło 80% mieszkańców. 30% z tej liczby żyło w biedzie i korzystało z pomocy charytatywnej. Organizacje charytatywne prowadziły dom starców, szpital, szpital położniczy, sierociniec, towarzystwo zapomogowe oraz Fundusz Samopomocy. Część zakładów i przedsiębiorstw żydowskich upadała lub przenosiła się w inne miejsca, ale również powstawały nowe. Wybudowano w latach 90. XIX manufakturę porcelany, a wcześniej powstało 9 garbarni oraz fabryka maszyn.

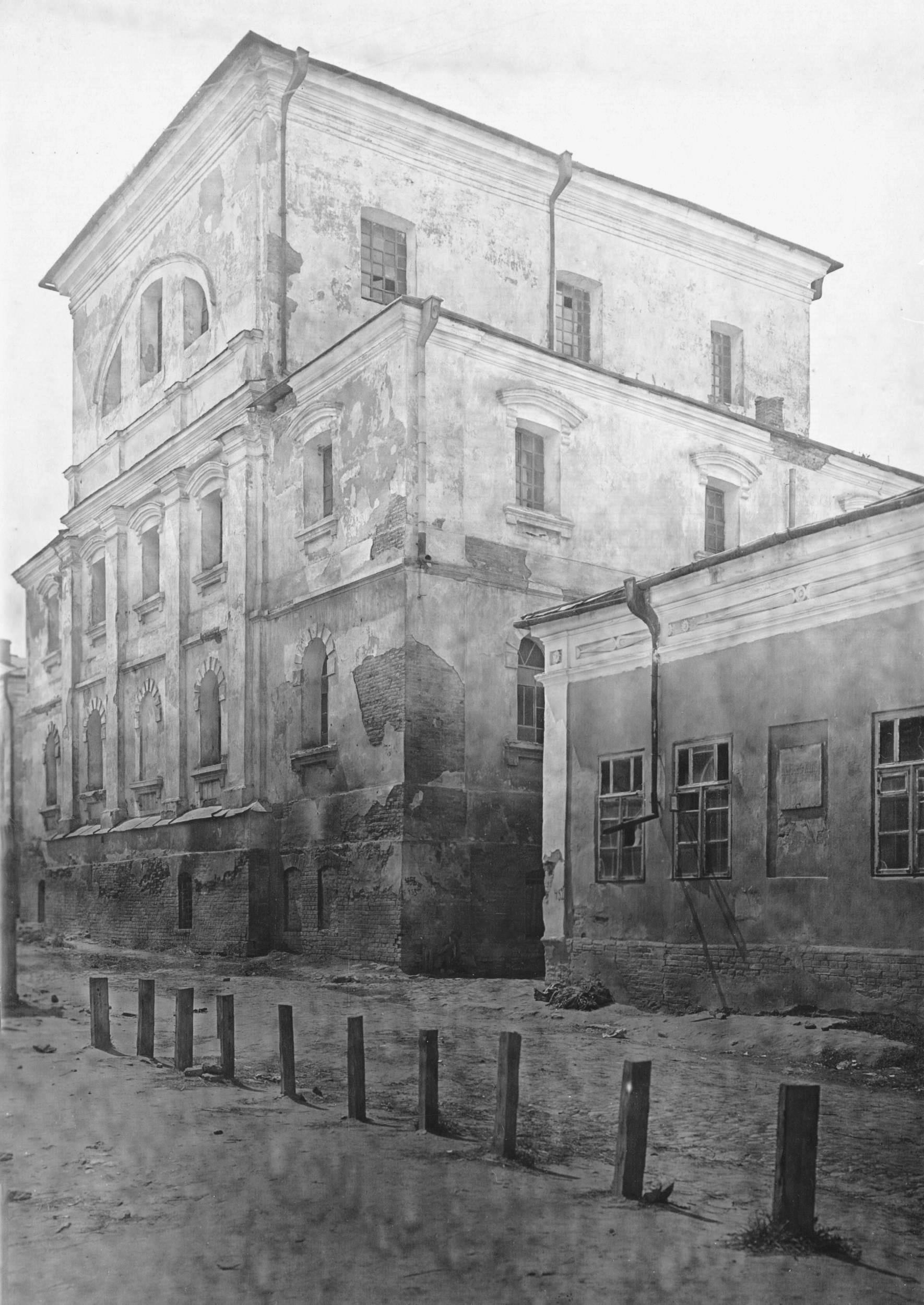
Stara Synagoga

1 stycznia 1899 roku, w mieście mieszkało 50 460 Żydów na 62 283 mieszkańców. Żydzi posiadali 7 synagog i 62 domy modlitwy. W 1907 roku funkcjonowało 78 synagog i bet midrasz. W latach 1901–1902 miała miejsce regionalna konferencja syjonistyczna. W 1902 roku utworzono oddział Bundu. W 1905 roku liczył on już 7000 członków.
I wojna światowa, a szczególnie okres rewolucji październikowej i wojny domowej w Rosji, był tragiczny dla losów miasta. W 1919 siły ukraińskie oddziały hetmana Skoropadskiego i atamana Petlury dokonały w mieście pogromów żydowskich. Bolszewicy po zajęciu Berdyczowa przeprowadzili również pogromy. W wyniku I wojny światowej, jak i wojny domowej w Rosji liczba Żydów w Berdyczowie zmniejszyła się z 55 876 w 1914 roku do 29 778 w 1920 roku.

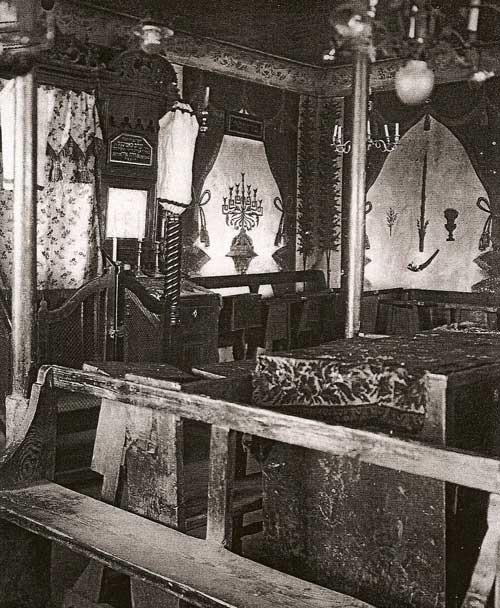
Wnętrze Synagogi

## Okres międzywojenny
Po wojnie polsko-bolszewickiej Berdyczów przypadł Rosji Sowieckiej. Od 1922 roku miasto było w Ukraińskiej SRR Związku Socjalistycznych Republik Radzieckich. Żydzi piastowali w mieście często wysokie stanowiska w organach administracji i partii bolszewickiej. Przywódca Bundu D. Lipets był w tym okresie liderem społeczności żydowskiej oraz burmistrzem miasta. Jednakże władze sowieckie. W latach 20.–30. XX w. niemal wszystkie synagogi i domy modlitwy zostały zamknięte. Ruch syjonistyczny uznany został za nielegalny. Do lat 30. XX w mieście działały cztery szkoły oferujące edukację ogólną oraz trzy szkoły zawodowe. Sowieci utworzyli również żydowską szkołę wieczorową dla członków i aktywistów partii bolszewickiej. W latach 30. XX wieku władze radzieckie rozpoczęły eliminację, wspieranego wcześniej, języka jidysz. Rozpoczęły się również represje i wywózki do gułagów. W przededniu wybuchu II wojny światowej w mieście mieszkało już tylko 23 266 Żydów, stanowiąc 37,5% ogółu mieszkańców. Po 1 września 1939 roku, w wyniku agresji Niemiec na Polskę do miasta zaczęli przybywać uciekinierzy. Jednak nie zwiększyło to znacznie liczebności Żydów w mieście.

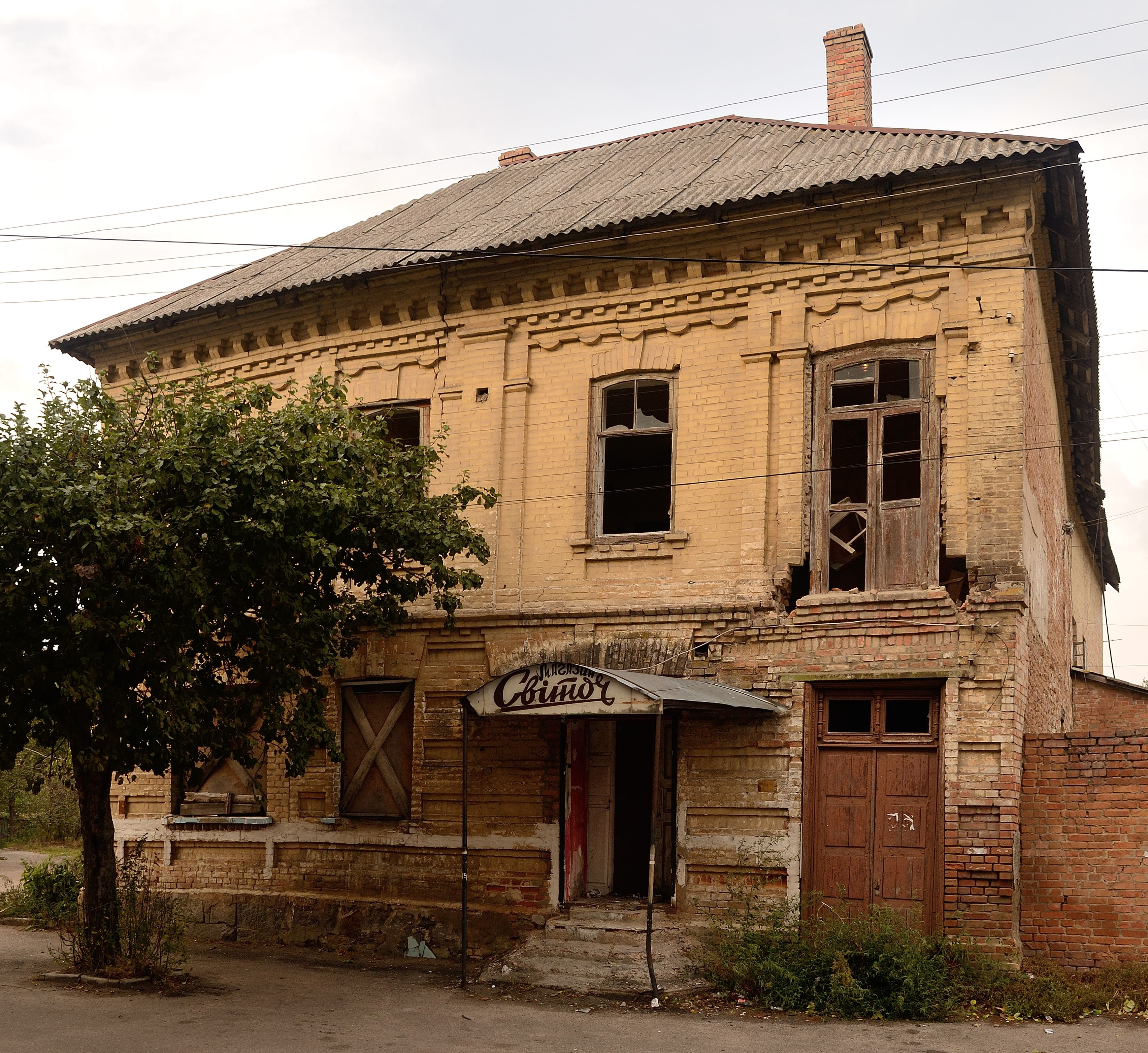
Budynek mieszkalny z 1927 roku

## W czasie II wojny światowej
Przed wkroczeniem Niemców do Berdyczowa około 1/3 Żydów, w tym wcześniejszych uciekinierów, opuściła miasto.
22 sierpnia 1941 roku Niemcy zorganizowali w Berdyczowie getto. Po wcześniejszej selekcji 15 września 1941 r. zamordowano ponad 15 tysięcy Żydów. 27 kwietnia 1942 roku rozstrzelano 70 żydowskich kobiet z rodzin mieszanych wraz z dziećmi. 3 listopada 1941 roku, po wysłaniu około 150 najlepszych rzemieślników do obozu na Łysej Górze, Niemcy wymordowali pozostałych w getcie Żydów. Ogółem w czasie okupacji zostało zamordowanych w Berdyczowie około 30 000 Żydów.
Obóz pracy na Łysej Górze działał do stycznia 1944. Osadzonych w nich ludzi Niemcy stopniowo przewozili do miejskiego aresztu i tu zabijali.

## Po 1945 roku
Armia Czerwona zajęła Berdyczów 6 stycznia 1944 roku. Zaczęły wracać ocalałe po Zagładzie rodziny żydowskie. W połowie 1944 roku w Berdyczowie mieszkało ponad 80 rodzin żydowskich. W grudniu 1946 roku otwarto synagogę. W latach 60. XX wieku w mieście mieszkało już 6,5 tys. Żydów, a w 1970 roku 15 tys. W latach 90. XX wieku większość Żydów wyemigrowała do Izraela i innych państw zachodnich. W 1997 roku społeczność żydowska liczyła już tylko 800 osób.

## Liczebność społeczności żydowskiej[1]
1775 – 788
1860 – 50 399 (92,6%)
1897 – 41 617 (80%)
1910 – 57 209 (77%)
1926 – 30 812 (55,6%)
1939 – 23 266
1959 ~ 6300 (11,8%)
1979 – 4637 (5,8%)
1989 – 3512